# Fisktjärnen (Sorsele socken, Lappland)
Fisktjärnen är en sjö i Sorsele kommun i Lappland och ingår i Umeälvens huvudavrinningsområde.